# Lophocampa labaca
Lophocampa labaca är en fjärilsart som beskrevs av Druce 1890. Lophocampa labaca ingår i släktet Lophocampa och familjen björnspinnare. Inga underarter finns listade i Catalogue of Life.